# Nimbapanchax viridis
Nimbapanchax viridis és una espècie de peix de la família dels aploquílids i de l'ordre dels ciprinodontiformes. Es troba a Àfrica: Guinea i nord de Libèria. Els mascles poden assolir els 7 cm de longitud total.